# Walace
Walace Souza Silva, född 4 april 1995, är en brasiliansk fotbollsspelare som spelar för Cruzeiro.

## Klubbkarriär
I augusti 2019 värvades Walace av Udinese, där han skrev på ett femårskontrakt. I juli 2024 värvades Walace av Cruzeiro, där han skrev på ett treårskontrakt.

## Landslagskarriär
Walace var en del av Brasiliens trupp som tog guld vid olympiska sommarspelen 2016.
Walace debuterade för Brasiliens A-landslag den 8 juni 2016 i en 7–1-vinst över Haiti, där han blev inbytt i den 72:a minuten mot Elias.